# 90210 (sezon 2)
Druga seria serialu telewizyjnego dla młodzieży 90210 jest emitowana na Fox Life od 23 kwietnia 2010, zawiera ona 22 odcinki. Podobnie jak w pierwszej serii w główne role zasiadają Rob Estes, Shenae Grimes, Tristan Wilds, AnnaLynne McCord, Ryan Eggold, Jessica Stroup, Michael Steger, Jessica Lowndes, Matt Lanter, Lori Loughlin i Jennie Garth. Do obsady dołączył Ryan O’Neal.
Sezon 2 zaczyna się pod koniec szkoły letniej. Naomi nieświadomie spotyka się z żonatym mężczyzną, aby zapomnieć o Liamie, który pojawia się w West Beverly pierwszego dnia szkoły po nieobecności przez całe lato. Silver i Dixon wracają do siebie, ale rozstają się, gdy Dixon dowiaduje się, że Silver pocałowała Ethana. Dowiaduje się również, że Ethan postanowił zostać w Montanie z ojcem. Adrianna jest zdesperowana, aby stać się normalną nastolatką, rezygnując z aktorstwa, i, ku swojemu przerażeniu Navid jest gotowy na seks z nią. Ich związek zostaje poddany dalszej presji z przybyciem Teddy’ego Montgomery'ego, który jest byłym chłopakiem Adrianny (i z którym Adrianna straciła dziewictwo). Tymczasem emocjonalnie wykończona i obarczona poczuciem winy Annie odcięła się od społeczeństwa, przyczyniając się do rosnącej niezgody pomiędzy nią i jej bratem, który jest zły na nią za wysłanie go do szkoły letniej. Annie zaczyna spotykać się z Jasperem, których znajomość rozpoczęła się w przyjaźni z poczuciem winy, ale później on zmienił się w związku. Dixon spotyka dziewczynę o imieniu Sasha, którą okłamuje na temat jego prawdziwego wieku. Związek Navida i Adrianny nadal się psuje, kiedy Adrianna odkrywa, że Teddy nadal jest dla niej pociągający. Tymczasem Harry i Debbie przeżywają problemy małżeńskie, gdy Harry zwierza się Kelly o swoich kłopotach rodzinnych. Naomi dowiaduje się, że jej wyniki końcowe nie są wystarczająco wysokie, aby dostać się do Uniwersytetu Kalifornijskiego, więc decyduje się na umówienie się z synem dziekana, Richardem. Później wpada do współlokatora Richarda, o imieniu Jamie. Sasza w końcu dowiaduje się o prawdziwym wieku Dixona, kiedy Debbie przypadkowo pokazuje, Sashy, którą poznała przypadkowo w salonie, zdjęcie syna Dixona, który jest dopiero w liceum.
Silver towarzyszy Adriannie w spotkaniu AA, gdzie spotyka swoją matkę Jackie. Silver dowiaduje się, że Jackie ma raka piersi. Kelly zabrania Silver, widywać się z matką, aby spróbować zmniejszyć ból, ale postanawia wraz z Silver opiekować się nią. Adrianna zrywa z Navidem i wraca do Teddy’ego, ale dowiaduje się, że Teddy nie chce z nią być, co sprawia, że Adrianna żałuje za decyzję, której dokonała. Jen nadal manipuluje zarówno Naomi, jak i Ryanem: nakłania Naomi o pożyczenie jej dużej kwoty pieniędzy, a także przekonuje Ryana, że Liam ją podrywa. Silver, będąc w związku z Teddym, dowiaduje się, że matka Teddy’ego zmarła, co powoduje, rozwój ich przyjaźni. Liam spotyka Ivy, surferkę, którą niechcący uderzył. tworzy się między nimi przyjaźń, która później komplikuje się, gdy Ivy zaczyna czuć do Liama coś więcej niż przyjaźń, uczucie to odrzuca Liam. Navid i Gia wszczynają postępowanie, wierząc, że Jasper jest dilerem narkotyków. Będąc zrozpaczoną po zerwaniu z Navidem, Adrianna powraca do zażywania narkotyków. Sasha mówi Dixonowi że jest w ciąży, ale Debbie i Harry uważają, że ona kłamie. Debbie spotyka się z Sashą i dowiaduje się, że Sasha nie jest tak naprawdę w ciąży, radzi jej, aby trzymała się z dala od jej syna. Jackie i Teddy organizują Silver jej „pół-urodziny”, aby odtworzyć jej poprzednie pół-urodziny, w których Jackie nie mogła uczestniczyć z powodu jej alkoholizmu. Później, Jackie jest hospitalizowana, w trakcie tego, Kelly i Jackie godzą się ze sobą, tuż przed śmiercią Jackie. Navid jest świadkiem zakupu przez Adriannę leków od Jaspera, co powoduje ich kłótnię. Liam wreszcie zwierza się Dixonowi, Teddy'emu, i Ivy o wydarzeniach z nocy szkolnego balu, razem starają się znaleźć sposób, aby zemścić się na Jen. Próbują zemścić się na Jen poprzez jej pracę, co sprawia Jen traci wszystko, co ona ma, w tym jej siostrę i chłopaka Ryana. Teddy zaczyna coraz bardziej starać się o Silver i dochodzi między nimi do pocałunku na dachu szkoły. Teddy prosi Silver do tańca, ale ona odmawia. Navid jest hospitalizowany, po tym, gdy Jasper zepchnął go ze schodów w szkole, ponieważ dowiedział się, że Navid mówi ludziom o tym, że Jasper jest dealerem narkotyków. Navid pamiętając, że to Jasper, zepchnął go ze schodów jest zdeterminowany, aby powiedzieć Annie, że Jasper jest dealerem narkotyków. Navid pyta Adrianny czy przyznała się Annie, że kupiła narkotyki od Jaspera. Po tym, gdy Dixon uświadamia sobie, że to Jen spała z Liamem, a nie Annie, decyduje się pomóc siostrze. Naomi także czuje się podle za jej zachowanie wobec Annie, kiedy dowiaduje się prawdy o nocy balu szkolnego. Podczas tańca, Teddy i Silver całują się. Silver wybiega, ale później przyznaje się Naomi, że poczuła coś, gdy się całowali. Podczas gdy Silver jest gotowa powiedzieć Teddy'emu, że chce z nim być, widzi go jak przytula jakąś dziewczynę, nie wiedząc, że jest ona siostrą Teddy’ego. Dixon ujawnia Silver, że wciąż coś do niej czuje, po czym kłamie i mówi, że nie wie, kim jest dziewczyna, którą Teddy przytulał. Naomi, Navid, Dixon i Silver ujawnić Annie prawdę o Jasperze, z pomocą Adrianny. Annie kłóci się Jasper'em z powodu jego kłamstw, a on wyjawia jej, że wie, że to ona, zabiła jego wuja.
Po przerwie świątecznej, Jasper szantażuje Annie, aby z nim została. Annie w końcu zdecyduje się zakończyć związek z Jasperem, który próbuje popełnić samobójstwo, skacząc ze wzgórza Hollywood. W szpitalu, mówi Annie, że zachowa jej sekret o jej ucieczce z miejsca wypadku. Adrianna dociera do kolegów Anonimowych Alkoholików prosząc jednego z członków, Gia o pomoc w pozostaniu trzeźwą. Aby była dziewczyna Gia była zazdrosna, Adrianna całuje ją. Adrianna i Gia stają się dobrymi przyjaciółmi, a kiedy Gia ujawnia swoje uczucia do Adrianny, zostają parą, ale rozstają się po zdradzie Gia z jej byłą dziewczyną. Adrianna namawia Laurel (matka Ivy) o umowie kontrakcie na nagrania, a ona się zgadza. Navid postanawia, odzyskać Adriannę, podczas gdy Dixon i Ivy odkrywają uczucia między sobą. Dixon wplątuje się w hazard, ma przez to kłopoty w szkole z kilkoma chłopcami, którym jest dłużny pieniądze. Silver i Teddy są w związku i kontynuują go nadal, mimo że jego ojciec oferował dziewczynie pieniądze za zerwanie z Teddym.
Naomi i Liam rozpoczynają swój związek na nowo. Naomi przyznaje Liamowi, że udawała zainteresowanie do rzeczy, które on lubi i że musi być wierna sobie, nawet jeśli oznacza to koniec ich związku. To jest to, czego Liam chce, a ich związek staje się bardziej stabilny; jednak kiedy Naomi jest zmuszona przyznać się do fałszywych pogłosek, które rozprzestrzeniała twierdząc, że była seksualnie wykorzystywana przez nauczyciela, pana Cannona, Liam postanawia, że musi od niej odpocząć. W tym czasie, Annie i Liam zbliżają się do siebie i Liam pociesza ją po tym, gdy dziewczyna usłyszała jak jej matka, Debbie, wyznaje jej ojcu, Harry’emu, że pocałował ją instruktor jogi. Jego wsparcie powoduje, że Annie uwierzyła, że Liam flirtuje z nią, ale zdając sobie sprawę, że to nie było jego intencją, Annie radzi Liamowi pozostać z Noemi, ponieważ nie chce zrujnować jej przyjaźni ponownie z jego powodu. Liam zaczyna mieć swoje własne kłopoty, gdy jego ojciec powraca, udając, że chce się mieć kontakt ze swoim synem. Ale gdy Liam kradnie bardzo wartościowe monety ojczyma, w nadziei rozpoczęcia życia z ojcem, tan porzuca Liama. Naomi dostaje szału przez swoją siostrę Jen, która zaszła w ciążę i wróciła do miasta, ściągając problemy na Naomi. Naomi dowiaduje się, że Ryan jest ojcem dziecka Jen i informuje go o zbliżającym się ojcostwie. Po rozstaniu z Liamem, wyniszczona Naomi jest gwałcona przez pana Cannona, który mówi jej, że po jej początkowych fałszywych oskarżeniach, nikt nie będzie jej wierzył. Dixon wyjeżdża do Australii z Ivy po sprzeczce z rodzicami, którzy nie zgadzali się na jego wyjazd. Harry informuje Debbie, że został zwolniony z posady dyrektora z West Beverly za ukrywanie incydentu w szkole dla Dixona. Annie ujawnia Liamowi o jej ucieczce z miejsca wypadku, a on zachęca ją do przyznania się. Jasper jest zazdrosny, że Annie i Liam spędzają ze sobą tyle czasu i pozostawia łódź Liama w ogniu, na którą Liam pracował bardzo długi czas. Liam widzi to i atakuje Jaspera jak przyjeżdża policja.

## Obsada
- Rob Estes jako Harry Wilson
- Shenae Grimes jako Annie Wilson
- Tristan Wilds jako Dixon Wilson
- AnnaLynne McCord jako Naomi Clark
- Ryan Eggold jako Ryan Matthews
- Jessica Stroup jako Silve
- Michael Steger jako Navid Shirazi
- Jessica Lowndes jako Adrianna Tate-Duncan
- Matt Lanter jako Liam Court
- Lori Loughlin jako Debbie Wilson
- Jennie Garth jako Kelly Taylor
- Ryan O’Neal jako Spence Montgomery
- Ann Gillespie jako Jackie Taylor
- Kelly Lynch jako Laurel Cooper
- Diego González jako Javier Luna
- Rumer Willis jako Gia
- Sara Foster jako Jen Clark
- Trevor Donovan jako Teddy Montgomery
- Gillian Zinser jako Ivy Sullivan
- Hal Ozsan jako Miles Canon
- Zachary Ray Sherman jako Jasper Herman
- Mekia Cox jako Sasha

## Lista odcinków
| № | Nr | Tytuł                             | Tytuł polski            | Reżyseria         | Scenariusz                             | Premiera             | Premiera w Polsce |
| --- | -- | --------------------------------- | ----------------------- | ----------------- | -------------------------------------- | -------------------- | ----------------- |
| 25 | 1  | To New Beginnings                 | Nowe początki           | Stuart Gillard    | Rebecca Sinclair                       | 9 września 2009      | 23 kwietnia 2010  |
| Grupa przyjaciół z West Beverly została zmuszona do uczęszczania do letniej szkoły, po tym jak Annie wezwała policję na przyjęcie po balu maturalnym u Naomi. Naomi, Silver i Adrianna bardzo zaprzyjaźniły się tego lata, podczas gdy Annie odsunęła się od przyjaciół i rodziny. Przez resztę wakacji całe towarzystwo spędza czas w Beverly Hills Beach Club. |    |                                   |                         |                   |                                        |                      |                   |
| 26 | 2  | To Sext or not to Sext            | Nagie zdjęcie           | Tony Wharmby      | Jennie Snyder Urman                    | 15 września 2009     | 23 kwietnia 2010  |
| Naomi jest nadal wściekła za to co Annie zrobiła w noc po balu maturalnym i chce się na niej odegrać. Silver jest przekonana, że może naprawić swoje złamane relacje z Dixonem, ale Adrianna skłania ją do dania mu więcej czasu. Liam próbuje przeprosić Naomi za to co stało się podczas nocy balu maturalnego i zaprzecza, że przespał się z Annie. |    |                                   |                         |                   |                                        |                      |                   |
| 27 | 3  | Sit Down, You're Rocking the Boat | Impreza na jachcie      | Janice Cooke      | Mark Driscoll                          | 22 września 2009     | 30 kwietnia 2010  |
| Annie czuje się poniżona, po tym jak cała szkoła otrzymała seksualną wiadomość na jej temat i stara się wyjawić Naomi jako jej autorkę. Harry i Debbie próbują dyskutować z Annie na temat całej sytuacji, lecz to powoduje jeszcze więcej napięć w rodzinie. Harry zwraca się do Kelly o poradę. |    |                                   |                         |                   |                                        |                      |                   |
| 28 | 4  | The Porn King                     | Król porno              | James L. Conway   | Maria Maggenti & Jordan Budde          | 29 września 2009     | 30 kwietnia 2010  |
| Dixon i Sasha kontynuują swój szalony romans jadąc do doliny Napa na weekend. Podczas powrotu łapią gumę co prowadzi do odkrycia bagażnika pełnego porno i steku kłamstw. Poczucie pewności siebie Annie szybko znika gdy zdaje sobie sprawę, że chłopak, który jest uczniem West Beverly jest krewnym człowieka, którego potrąciła w noc balu maturalnego. |    |                                   |                         |                   |                                        |                      |                   |
| 29 | 5  | Environmental Hazards             | Podwójna randka         | Jamie Babbitt     | Padma L. Atluri & Jennie Snyder Urman  | 6 października 2009  | 7 maja 2010       |
| Naomi dowiaduje się, że wyniki jej testów mogą nie wystarczyć by dostać się do Uniwersytetu Kalifornijskiego. Zrozpaczona układa plan, według którego korepetycji ma jej udzielać Richard, syna dziekana odpowiedzialnego za przyjmowanie studentów. Szybko jednak zdaje sprawę, że woli studiować Jamiego, studenta tej uczelni. |    |                                   |                         |                   |                                        |                      |                   |
| 30 | 6  | Wild Alaskan Salmon               | Niebezpieczne związki   | Liz Friedlander   | Mark Driscoll                          | 13 października 2009 | 7 maja 2010       |
| Kelly i Silver zmagają się z szokującą informacją, że ich matka, Jackie, umiera na raka piersi. Kelly nie chce zostać wciągnięta w dawne, złe zachowania matki, lecz Silver myśli inaczej. Świat Navida zostaje wywrócony do góry nogami, gdy dowiaduje się, że Adrianna potrzebuje czasu dla siebie, ale zabiega jednocześnie o uwagę Teddy’ego. |    |                                   |                         |                   |                                        |                      |                   |
| 31 | 7  | Unmasked                          | Zaskakujące zwierzenia  | Miller Tobin      | Jennie Snyder Urman                    | 20 października 2009 | 14 maja 2010      |
| W Beverly Hills Beach Club odbywa się przyjęcie z okazji Halloween. Adrianna channelinguje Marilyn Monroe, by pomogła jej w zerwaniu z Navidem. Silver i Kelly nadal nie zgadzają się w kwestii opieki nad Jackie. Naomi nadal spotyka się z Richardem, ale po intymnej rozmowie z Jamiem jej plany nagle zostają przystopowane. |    |                                   |                         |                   |                                        |                      |                   |
| 32 | 8  | Women’s Intuition                 | Kobieca intuicja        | Stuart Gillard    | Rebecca Sinclair                       | 3 listopada 2009     | 14 maja 2010      |
| Navid i Gia przeprowadzają śledztwo na temat używania narkotyków w szkole West Beverly, które doprowadza ich do chłopaka Annie – Jaspera. Annie nie wie komu ma wierzyć. Po zerwaniu z Adrianną, Navid korzysta z randkowych porad Samanthy Ronson. |    |                                   |                         |                   |                                        |                      |                   |
| 33 | 9  | A Trip to the Moon                | Aż do gwiazd            | Rick Rosenthal    | Paul Sciarotta & Jennie Snyder Urman   | 10 listopada 2009    | 21 maja 2010      |
| Z pomocą Teddy’ego, Jackie zaskakuje Silver prawie urodzinowym przyjęciem, które przypomina dziecięce zabawy z czasów gdy Silver była dzieckiem. Navid jest świadkiem jak Adrianna kupuje narkotyki od Jaspera. W wyniku tego dochodzi do konfrontacji. Dixon zdecydowany jest skonfrontować Sashę w kwestii poronienia, co doprowadza do sytuacji, w której Debbie i Harry ujawniają, że Sasha kłamała na temat bycia w ciąży. |    |                                   |                         |                   |                                        |                      |                   |
| 34 | 10 | To Thine Own Self Be True         | Niepohamowany gniew     | Mike Listo        | Ben Dougan                             | 17 listopada 2009    | 21 maja 2010      |
| Chociaż targają nią wątpliwości czy jest w stanie wybaczyć matce za cały ból, którego była powodem, Kelly wspiera Silver, która stara się sobie radzić z pogarszającym się stanem zdrowia Jackie. Navid konfrontuje Adriannę w kwestii używania przez nią narkotyków. Harry i Debbie są zaskoczeni, gdy Annie proponuje zaproszenie Jaspera na kolację. |    |                                   |                         |                   |                                        |                      |                   |
| 35 | 11 | And Away They Go                  | Wielki wyścig           | Harry Sinclair    | Rebecca Sinclair & Natalie Krinsky     | 1 grudnia 2009       | 28 maja 2010      |
| Navid budzi się w szpitalu, ale nie pamięta co spowodowało, że spadł ze schodów. Adrianna odwiedza go w szpitalu i podejmuje życiową decyzję o zerwaniu z narkotykami. Silver i Teddy zbliżają się do siebie w związku z utratą swoich matek. Liam, Dixon i Ivy dowiadują się, że Naomi i Jen wybierają się na wyścigi konne i układają plan mający na celu ujawnienie Naomi prawdy na temat jej złej siostry. |    |                                   |                         |                   |                                        |                      |                   |
| 36 | 12 | Winter Wonderland                 | Zimowy taniec           | David Warren      | Jennie Snyder Urman                    | 8 grudnia 2009       | 28 maja 2010      |
| Navid przypomina sobie, że to Jasper zepchnął go ze schodów i zwraca się o pomoc do Adrianny w ujawnieniu tej informacji. Annie zostaje skonfrontowana przez swoich przyjaciół w kwestii handlu narkotykami przez Jaspera. Gdy Annie konfrontuje Jaspera ten ujawnia swoje podejrzenia w jej udziale w wypadku i ucieczce z miejsca zdarzenia. Naomi i Silver decydują się spędzić święta Bożego Narodzenia w St. Barts. |    |                                   |                         |                   |                                        |                      |                   |
| 37 | 13 | Rats and heroes                   | Szczury i bohaterowie   | Stuart Gillard    | Mark Driscoll & Padma L. Atluri        | 9 marca 2010         | 4 czerwca 2010    |
| Naomi wraca z wakacji podekscytowana myślą, że spędzi czas z Liamem. Wspólne spotkania w klubie AA zbliżają do siebie Adriannę i Gię. Jasper szantażuje Annie. Navid i Dixon obmyślają plan pozbycia się chłopaka. Dixon próbuje naprawić relacje z Silver. Dziewczyna skrywa swe prawdziwe uczucia do Teddy’ego. |    |                                   |                         |                   |                                        |                      |                   |
| 38 | 14 | Girl fight                        | Walki kobiet            | Fred Gerber       | Rebecca Sinclair & Jennie Snyder Urman | 16 marca 2010        | 4 czerwca 2010    |
| Naomi, Silver i Adrianna wybierają się na zakupy do Palisades Mall, gdzie spotykają Annie i Jaspera. Annie tłumaczy koleżankom, dlaczego wciąż jest z Jasperem. Naomi próbuje zaprzyjaźnić się z Ivy. Dziewczyny wybierają się na spacer po plaży. Przyjaźń Adrianny i Gia rozwija się. Niestety, powrót byłej dziewczyny tej drugiej komplikuje sprawę. W barze Ryan poznaje Laurel. Wkrótce okazuje się, że kobieta jest matką Ivy. Niespodziewany gość odwiedza Wilsonów. |    |                                   |                         |                   |                                        |                      |                   |
| 39 | 15 | What's Past in Prologue           | Przeszłość i przyszłość | Norman Buckley    | Daniel Arkin                           | 23 marca 2010        | 11 czerwca 2010   |
| Dana, biologiczna matka Dixona, która odwiedziła Wilsonów, chciałaby poprawić relacje z synem. Silver i Teddy wybierają się na randkę. Annie chce odnowić kontakty z przyjaciółmi. Odkrywa, że Jasper ją śledzi. Dziewczyna jest sfrustrowana faktem, że nie może nikomu zwierzyć się z tajemnicy. Navid zaprasza Lilę na randkę. Debbie opowiada instruktorowi jogi o przyjeździe matki Dixona. |    |                                   |                         |                   |                                        |                      |                   |
| 40 | 16 | Clark Raving Mad                  | Poza kontrolą           | Stuart Gillard    | Tod Himmel                             | 30 marca 2010        | 11 czerwca 2010   |
| Adrianna została wokalistką zespołu. Dziewczyna opowiada Silver i Naomi o związku z Gią. Teddy postanowił sprawdzić, jak silne są uczucia Silver do niego, flirtując z przypadkowo poznanymi dziewczynami. Liam przyłapał ojczyma z inną kobietą. Dochodzi do konfrontacji, po której chłopak jest zmuszony opuścić dom. Jasper próbuje odzyskać Annie. Mówi jej, że popełni samobójstwo, jeśli ona nie wróci do niego. |    |                                   |                         |                   |                                        |                      |                   |
| 41 | 17 | Sweaty Palms and Weak Knees       | Podwójna randka         | Krishna Rao       | Ben Dougan                             | 6 kwietnia 2010      | 18 czerwca 2010   |
| Annie stara się zmierzyć z decyzją Jaspera. Motywowani zazdrością Dixon i Ivy decydują się na fałszywą randkę. Adrianna i Gia ujawniają swój związek. Liam namawia Naomi by ujawniła swoją historię molestowania seksualnego, co sprawia, że ciągle musi kłamać. |    |                                   |                         |                   |                                        |                      |                   |
| 42 | 18 | Another Another Chance            | Jeszcze jedna szansa    | Millicent Shelton | Scott Weinger                          | 13 kwietnia 2010     | 18 czerwca 2010   |
| W szkole mówi się o kłamstwie Naomi. Jest ona zmuszona do złożenia zeznań. Annie jest wreszcie w stanie pozostawić za sobą związek z Jasperem, ale znów zaczyna ją prześladować poczucie winy. Dixon i Ivy kontynuują sfingowane randki. Podejmują decyzję, której żadne z nich nie przewidziało. Liama niespodziewanie odwiedza ojciec, Finn, zwolniony z więzienia. |    |                                   |                         |                   |                                        |                      |                   |
| 43 | 19 | Multiple Choices                  | Życiowe wybory          | Liz Friedlander   | Paul Sciarrotta                        | 27 kwietnia 2010     | 25 czerwca 2010   |
| Naomi musi przeprosić za fałszywe oskarżenie o molestowanie seksualne, ponadto czeka ją odrobienie kary w postaci pracy społecznej. Silver nie zgadza się z decyzją Teddy’ego o zrezygnowaniu ze studiów na rzecz zawodowej kariery tenisisty. Navid i Dixon urządzają nielegalną imprezę hazardową, w wyniku której Dixon popada w długi. |    |                                   |                         |                   |                                        |                      |                   |
| 44 | 20 | Meet The Parent                   | Spotkanie z rodzicami   | Stuart Gillard    | Jessica Chaffin                        | 4 maja 2010          | 25 czerwca 2010   |
| Naomi i Jen znowu ze sobą walczą. Teddy zaprasza zdenerwowaną Silver na spotkanie ze swoim ojcem, po raz drugi spotkanie nie odbywa się zgodnie z planem. Adrianna zmaga się z napisaniem nowej piosenki dla Laurel i zwraca się do Navida z prośbą o pomoc. Adrianna nagrywa piosenkę w duecie z Javierem Luną – sławnym piosenkarzem pop, który szybko ją oczarowuje. |    |                                   |                         |                   |                                        |                      |                   |
| 45 | 21 | Javianna                          | Javianna                | James L. Conway   | Jennie Snyder Urman                    | 11 maja 2010         | 2 lipca 2010      |
| Nowy romans Adrianny z gwiazdą popu, Javierem, wciąż kwitnie, podczas gdy Navid stara się zdobyć na odwagę i wyznać jej co do niej czuje. Jen przejmuje kontrolę nad finansami Naomi doprowadzając ją do kryzysu, prowadzi to do załamania się Naomi. Bez swoich kart kredytowych Naomi jest zbyt roztargniona, aby wesprzeć Liama po odejściu jego ojca, więc zwraca się on do Annie. Mimo sugestii Spence’a, aby Teddy zakończył związek z Silver, ten decyduje się na spędzenie z nią wspólnie nocy. Ivy zaprasza Dixona do spędzenie lata w Australii z nią i Laurel, jednak pomysł nie podoba się jego rodzicom. Problemy Harry’ego i Debbie nasilają się, kiedy ona dowiaduje się, że Harry ukrywał przed nią problemy hazardowe Dixona. Jasper powraca, aby zakończyć sprawy z Annie. |    |                                   |                         |                   |                                        |                      |                   |
| 46 | 22 | Confessions                       | Wyznania                | Rebecca Sinclair  | Rebecca Sinclair                       | 18 maja 2010         | 2 lipca 2010      |
| Annie i Liam testują wody jego nową łodzią, gdzie zdradzają sobie największe sekrety. Nie wiedzą jednak, że ktoś jest w pobliżu i chce spowodować wybuch benzyny z łodzi. Liam wreszcie mówi Naomi, że ich związek nie działa tak jak powinien, zostawiając ją samą bardziej niż zwykle. Po nocnej dyskotece, Naomi zwraca się do kogoś o pomoc, ale ostatecznie to on pomaga sobie nią. Adrianna dostaje ofertę życia, jednak kiedy Navid wyznaje jej swoje uczucia, jest rozdarta co do kierunku, który powinna wybrać. Teddy odkrywa, że Spence próbował przekupić Silver, postanawia się zemścić w bardziej konfrontacyjny sposób. Ryan wyjawia niesamowite wiadomości na temat jego przeszłości z Jen, kiedy na jego wycieraczce pojawia się tajemnicza paczka, która ma dla niego fatalne skutki. Plany wakacji w Australii Dixona i Ivy nagle zostają przerwane, kiedy wyznaje on, że całował się z Silver. Harry i Debbie odkrywają największą przeszkodę w swoim małżeństwie, kiedy Debbie dowiaduje się, że krył on Dixona. |    |                                   |                         |                   |                                        |                      |                   |